# Axel Springer AG proti Nemčiji
Axel Springer AG proti Nemčiji, št. 39954/08, je primer, v katerem je sodišče potrdilo, da je poseg v objavo članka in fotografij javne osebe pomenil kršitev svobode govora.

## Ozadje primera
Tožnik (X), nemški televizijski igralec, je bil znan po svoji vlogi od leta 1998 do 2003 kot policijski nadzornik Y, junak priljubljene televizijske serije, oddajane na enem od zasebnih televizijskih kanalov po večerih od leta 2005. Oseba X je bila aretirana septembra 2004 na festivalu piva v Münchnu za posedovanje kokaina. Družba Axel Springer AG, izdajatelj časopisov, je kasneje objavila zgodbo na sprednji strani, ki je podrobno opisovala aretacijo osebe X in kasneje (julija 2005) še članek, ki obravnava sojenje osebi X in obsodbo zaradi nezakonite posesti. Oba članka sta vsebovala fotografije osebe X in se na različne načine sklicevala na njegov televizijski značaj. X je sprožil postopek zoper toženo stranko (družba Axel Springer AG) in regionalno sodišče je v Hamburgu prepovedalo nadaljnjo objavo skoraj celotnega prvega članka. Sodišče je ugotovilo, da prekršek z drogami ni bilo kaznivo dejanje oz. kaznivo dejanje srednje ali celo manjše resnosti in da ni bilo javnega interesa poizvedbe. Poročilo je bilo bolj osredotočeno na osebo X kot na kaznivo dejanje, o katerem naj bi se
verjetno nikoli ne poročalo v tisku, če bi jo storila oseba, ki ni znana. Sodišče je razsodilo, da je v obravnavani zadevi pravice do zaščite osebnostnih pravic osebe X v skladu z nemškim civilnim zakonikom prevladala nad interesom javnosti, da jo je obveščala, tudi če resnica o dejstvih povezanih z dnevnikom, ni sporna. Sodba je bila potrjena s strani pritožbenega sodišča in kasneje z zveznega sodišča. Tako zvezno sodišče kot tudi zvezno ustavno sodišče sta pozneje zavrnili pritožbe, ki jih je vložila družba Axel Springer AG. Zato je družba Axel Springer AG vložila tožbo na Evropsko sodišče za človekove pravice (v nadaljevanju ESČP), ki je ugotavljalo, ali gre v tem primeru (objava članka s fotografijami javne osebe) za kršitev 10. člena Evropske konvencije o varstvu človekovih pravic in temeljnih svoboščin, ki se opredeljuje do svobode govora.

## Postopek
ESČP je v svoji razlagi navedlo, da je članek zadeval javna sodna sredstva (v tem primeru aretacijo). Obstajal je tudi javni interes poizvedbe (o kazenskih postopkih). Oseba X je bila glavna oseba v zelo popularni detektivski seriji. X je v seriji igral policijskega nadzornika Y, katerega glavna naloga je bila preprečitev kriminala, njegova vloga pa je v javnosti zato povzročila zelo veliko zanimanje. Z razkritjem številnih zasebnih podatkov v intervjujih je bila njegova zaščita pred javnostjo (oz. njegova raven zasebnosti) zmanjšana. Novinarji tudi niso delovali v slabo tožnika z objavo članka. Članek ni razkrival podrobnosti o zasebnem življenju osebe X, ampak v glavnem razloge in dogodke, ki so vodili v aretacijo.

## Odločitev ESČP
Na podlagi teh razlogov je z 12 glasovi za in 5 proti Veliki senat ESČP potrdil kršitev 10. člena Evropske konvencije o varstvu človekovih pravic in temeljnih svoboščin.